# 建築図面製作技能士
建築図面製作技能士（けんちくずめんせいさくぎのうし）とは、国家資格である技能検定制度の一種で、かつて都道府県職業能力開発協会が実施していた、建築図面製作に関する学科及び実技試験に合格した者をいう。
受検者減少により2011年（平成23年）11月2日に建築図面製作の技能検定は廃止された。